# Megalostrata monistica
Megalostrata monistica is een spinnensoort uit de familie van de loopspinnen (Corinnidae).
De wetenschappelijke naam van de soort werd in 1924 als Chemmis monisticus gepubliceerd door Ralph Vary Chamberlin.